# Daniel Tynell
Daniel Tynell (6 gennaio 1976) è un ex fondista svedese specializzato nelle gare di lunga distanza (granfondo).

## Biografia
In Coppa del Mondo ha esordito il 10 marzo 2002 a Falun (16°) e ha ottenuto la prima vittoria, nonché primo podio, il 4 marzo 2006 nella Vasaloppet, quell'anno inclusa nel calendario di Coppa. Non ha partecipato né a rassegne olimpiche né iridate.
Si dedica principalmente alla Marathon Cup, manifestazione svolta sotto l'egida della FIS che ricomprende gare su lunghissime distanze. In questa specialità ha colto i suoi più importanti successi; in carriera ha vinto tre volte la Vasaloppet: nel 2002, nel 2006 e nel 2009.

## Palmarès

### Coppa del Mondo
- Miglior piazzamento in classifica generale: 55º nel 2006
- 1 podio (individuale):
  - 1 vittoria

#### Coppa del Mondo - vittorie
| Data         | Località | Nazione | Spec.       |
| ------------ | -------- | ------- | ----------- |
| 4 marzo 2006 | Mora     | Svezia  | 90 km TC MS |

Legenda:

TC = tecnica classica

MS = partenza in linea

### Marathon Cup
- Miglior piazzamento in classifica generale: 4º nel 2009
- 8 podi:
  - 3 vittorie
  - 4 secondi posti
  - 1 terzi posti

#### Marathon Cup - vittorie
| Data            | Gara              | Località     | Nazione  | Spec.       |
| --------------- | ----------------- | ------------ | -------- | ----------- |
| 3 marzo 2002    | Vasaloppet        | Mora         | Svezia   | 90 km TC MS |
| 4 febbraio 2007 | König-Ludwig-Lauf | Oberammergau | Germania | 50 km TC MS |
| 3 febbraio 2008 | König-Ludwig-Lauf | Oberammergau | Germania | 42 km TC MS |

Legenda:

TC = tecnica classica

MS = partenza in linea